# Joshua Wyse
	Joshua Jonathan Julius Wyse, född 24 mars 2001, är en sierraleonsk simmare.

## Karriär
Vid kortbane-VM 2018 i Hangzhou slutade Wyse på 114:e plats på 50 meter frisim och på 94:e plats på 50 meter fjärilsim. Vid VM 2019 i Gwangju slutade han på 114:e plats på 50 meter frisim och på 86:e plats på 50 meter fjärilsim. Vid olympiska sommarspelen 2020 i Tokyo, som arrangerades 2021, slutade Wyse på 71:a plats på 50 meter frisim och blev utslagen i försöksheatet. Vid kortbane-VM 2021 i Abu Dhabi slutade han på 90:e plats på 50 meter frisim och på 74:e plats på 50 meter fjärilsim.
Vid VM 2023 i Fukuoka slutade Wyse på 107:e plats på 50 meter frisim och på 86:e plats på 50 meter fjärilsim. Vid afrikanska spelen 2023 i Accra, som arrangerades 2024, tävlade han i 50 meter frisim och 50 meter fjärilsim. Vid VM 2024 i Doha slutade Wyse på 101:a plats på 50 meter frisim och på 57:e plats på 50 meter fjärilsim. Vid olympiska sommarspelen 2024 i Paris blev han utslagen i försöksheatet på 50 meter frisim och slutade på totalt 62:a plats.